# 岐阜県道453号宮清見線
岐阜県道453号宮清見線（ぎふけんどう453ごう みやきよみせん）は、岐阜県高山市内を通る一般県道である。

## 概要
全線1車線である。冬季は通行止めになる。国道257号線側からは案内の看板すらなく、ナビゲーションがないとわかりにくい。

### 路線データ
- 起点：岐阜県高山市一之宮町渡瀬（岐阜県道98号宮萩原線交点）
- 終点：岐阜県高山市清見町楢谷（国道257号交点）

## 沿革
- 1977年（昭和52年）2月27日 ： 認定[1]

## 地理

### 通過する自治体
- 岐阜県
  - 高山市

### 接続する道路
- 岐阜県道98号宮萩原線（高山市一之宮町渡瀬）
- 国道257号（高山市清見町楢谷）

### 周辺
- 宮川
- 馬瀬川
- 宮川防災ダム